# تاريخ الدين في الولايات المتحدة
بدأ تاريخ الدين في الولايات المتحدة عام 1776 مع اندلاع الثورة الأمريكية. إذا أردت البحث عن الدين في أمريكا الشمالية قبل ذلك، فانظر تواريخ المستعمرات المحددة أو تقاليد السكان الأصليين المتنوعة.
يختلف المؤرخون في مدى نفوذ المسيحية في فترة الثورة الأمريكية. كان كثير من الآباء المؤسسين ناشطين في كنيستهم المحلية، وكان بعضهم الآخر مثل جيفرسون وفرانكلين وواشنطن له اتجاهات ربوبية. أشار بعض الباحثين والكتاب إلى الولايات المتحدة بوصفها «أمة بروتستانتية»، أو «قائمة على المبادئ البروتستانتية»، ويركزون على إرثها الكالفيني. ويركز آخرون على الهوية العلمانية للثورة الأمريكية، ويلاحظون الطابع العلماني للوثائق المؤسسة للدولة.
كان الأمريكيون الأفارقة ناشطين جدًّا في تأسيس كنائسهم الخاصة، وكان معظمها معمدانيًّا أو ميثوديًّا، وكان يعطون كهنتهم أدوارًا أخلاقية وسياسية. في أواخر القرن التاسع عشر وأوائل القرن العشرين، بدأت معظم الطوائف الكبرى عمليات التبشير في البلاد الأجنبية. نشرت الطوائف «البروتستانتية الرسمية» «الإنجيل الاجتماعي» في أوائل القرن العشرين، ودعوا الأمريكيين إلى إصلاح مجتمعهم، وكان مطلبهم في تجريم الخمر قويًّا على وجه الخصوص. بعد عام 1970، خسرت الطوائف الرسمية (كالميثودية والمشيخية والأسقفية الأمريكية) عضوياتها ونفوذها. ونمت الطوائف الأصولية الأشد محافظة (كالمعمدانيين الجنوبيين) نموًّا سريعًا حتى تسعينيات القرن العشرين وساعدها اليمين المتدين في السياسة. احتوت أمريكا على سكان كاثوليكيين منذ تأسيسها، ومع توسعها في مناطق كانت أجزاء من الإمبراطورية الإسبانية والفرنسية، ازداد هؤلاء السكان ازديادًا كبيرًا. وزادت الهجرة من البلدان الكاثوليكية التنوع الكاثوليكي في القرن التاسع عشر والقرن العشرين. ولم تزل الكنيسة الكاثوليكية أكبر منظمة دينية في الولايات المتحدة حتى بداية القرن العشرين على الأقل.
ومع علمنة أوروبا الغربية في أواخر القرن العشرين، قاوم الأمريكان هذه النزعة مقاومة واسعة، لذا كانت الولايات المتحدة في القرن الواحد والعشرون من أشد البلاد الكبرى مسيحية. لعبت المواقف الأخلاقية القائمة على التدين مثل الإجهاض والمثلية الجنسية دورًا يُناقش بحماسة في السياسات الأمريكية.

## الأمريكيون الأصليون
أديان الأمريكيين الأصليين هي المعتقدات والشعائر الروحانية التي تعتنقها الشعوب الأصلية في الأمريكتين. تتنوع أساليب الاحتفال الأمريكية المحلية تنوعًا واسعًا، ويقوم هذا التنوع على اختلاف القبائل والعشائر في معتقداتها وتواريخها. وصف المستكشفون الأوروبيون الأوائل القبائل الأمريكية الأصلية المفردة والعشائر الصغيرة أيضًا بأن لكلّ منها معتقداته الدينية الخاصة. يعتقد بعضهم بالتوحيد وبعضهم بتعدد الآلهة وبعضهم بتوحيد العبادة وبعضهم أرواحي، وبعضهم يعتنق مزيجًا مما ذُكر. تُتوارث المعتقدات التقليدية عادة بشكل تواريخ وقصص ورموز ومبادئ شفهية، ويعتمد التوارث هنا على التعليم وجهًا لوجه في الأسرة والمجتمع.
ينظم القادة الدينيون المهمون إحياءات دينية بين الوقت والآخر. في إنديانا عام 1805، قاد تنسكواتاوا (الذي يسميه الأمريكان النبي الشاني) إحياءً دينيًّا بعد انتشار وباء الحصبة وسلسلة من مطاردة الساحرات. تنبني معتقدات تنسكواتاوا على تعاليم أنبياء الليناب، سكاتامك ونيولن، اللذين توقعا قدوم حادثة تدمر المستوطنين الأوروبيين الأمريكان. دعا تنسكواتاوا القبائل إلى رفض أساليب الأمريكان: إلى ترك الأسلحة والخمر ولباس الأمريكان وإلى أن يدفعوا للتجار نصف قيمة ديونهم وأن يمتنعوا عن التنازل عن أي أرض جديدة من الولايات المتحدة. قاد هذا الإحياء إلى حرب قادها أخوه تيكومسه ضد المستوطنين البيض.
كان الأمريكيون الأصليون هدفًا لنشاط تبشيري مسيحي شديد. أقام الكاثوليك عمليات تبشير يسوعية بين الهورونيين بالإضافة إلى التبشير الإسباني في كاليفورنيا، وتبشير الطوائف البروتستانتية المتنوعة. كانت طوائف بروتستانتية كثيرة ناشطة. مع نهاية القرن التاسع عشر، انخرط معظم الأمريكيين الأصليين في المجتمع الأمريكي وصاروا مسيحيين بالعموم، إلى جانب قسم كبير لم يزل يعيش حياة محافظة. قاوم النافاجو، وهم أكبر قبيلة وأشدها عزلة، العمل التبشيري حتى حدث الإصلاح الخمسيني وجذب دعمهم بعد عام 1950.

## أمريكا بوصفها ملجأً دينيًّا: القرن السابع عشر
استوطن المستعمرات البريطانية رجال ونساء رفضوا التنازل عن معتقداتهم المسيحية في وجه الاضطهاد الديني. عُدّ هؤلاء المسيحيون «حملة للدين». كانت هجرة بعض هؤلاء المستوطنين لأهداف علمانية —«ليصطادوا سمكة» كما وصفهم أحد الإنكليز— ولكن الأغلبية العظمى تركت أوروبا لتتعبد بالطريقة التي تعتقد أنها صحيحة. دعم هؤلاء المسيحيون جهود قادتهم لتأسيس «مدينة على هضبة» أو «تجربة مقدسة» ليثبت نجاحها أن خطة الله يمكن أن تدرَك بنجاح في البرية الأمريكية.

### التطهيريون (البيوريتانيون)
كان التطهيريون (البيوريتانيون) بروتستانتيين أرادوا إصلاح كنيسة إنكلترا وتطهيرها مما عدّوه بقايا غير مقبولة من الكاثوليكية الرومانية. رفضت الطبقة الحاكمة آرائهم في عشرينيات القرن السابع عشر، وأصرت على أن يطيع البيوريتانيون الشعائر الدينية الأنغليكانية. أصبح البيوريتانيون تحت التهديد مع اندلاع الحرب الأهلية في إنكلترا.
هاجر في العقد الرابع من القرن السابع عشر 20 ألف بيوريتاني من إنكلترا إلى أمريكا. استقر معظمهم في إنكلترا الجديدة، ولكن بعضهم ذهب إلى الهند الغربية. عاد بعضهم إلى إنكلترا في الحرب الأهلية الإنكليزية 1642-1646 وعادوا إلى دولتهم. لاهوتيًّا، كان البيوريتانيون «أبرشانيين غير انفصاليين». خلافًا للمهاجرين الذين جاؤوا إلى ماستشوستس عام 1620، اعتقد البيوريتانيون أن كنيسة إنكلترا كانت كنيسة حقّة، ولكنها في حاجة إلى إصلاحات كبرى. اعتبرت كل كنيسة أبرشانية في إنكلترا الجديدة كيانًا مستقلًّا غير خاضع لأي تراتبية. ولم يكن في هذه الكنائس أساقفة. وكان أعضاؤها، على الأقل في أول الأمر، رجالًا ونساءً خاضوا تجربة تحول ديني واستطاعوا أن يثبتوها للأعضاء الآخرين.

### الاضطهاد في أمريكا
ومع أن البيوريتانيين كانوا ضحايا الاضطهاد الديني في أوروبا، فإنهم دعموا النظرية التي تقرّ هذا الاضطهاد: الحاجة إلى وحدة الدين في الدولة.
فحالما سيطر البيوريتانيون على إنكلترا الجديدة، أرادوا «كسر رقبة كل الآراء الباطلة والانقسامية». لم يكن «عمل»المستوطنين الأوائل، كما قال كاهن بيوريتاني عام 1681، «التسامح، بل كانوا أعداءً صريحين للتسامح». طرد البيوريتانيون المعارضين من مستوطناتهم، وهو القدر الذي وقع فيه روجر ويليامز عام 1636 وآن هيوتنسن في عام 1638، وهي أول قائدة دينية كبيرة أنثى في أمريكا.
أما الذين تحدوا البيوريتانيين بالعودة إلى مناطقهم فكانوا عرضة لعقوبة الإعدام، التي طبقت على شهداء بوستن، وهم أربعة من جمعية الأصدقاء الدينية، بين عام 1659 وعام 1661. لم يرد توماس جيفرسون أن يقر للفرجينيين تفوّقًا أخلاقيًّا على البيوريتانيين، في تدبّره في التعصب الديني في القرن السابع عشر. بدءًا من عام 1659، أصدرت فرجينيا قوانين ضد جمعية الأصدقاء، تنص على إعدام المتمردين من أعضائها. وفي رأي جيفرسون أنه «لو لم تحدث أي عقوبة إعدام هنا، كما حدث في إنكلترا الجديدة، فليس ذلك بفضل اعتدال الكنيسة أو روح السلطة التشريعية».

#### تأسيس جزيرة رود
بعد أن طُرد القائد البيوريتاني السابق روجر ويليامز من ماستشوستس في شتاء 1636، أصدر نداءً متّقدًا لحرية الضمير. وكتب: «لم يأمر الله بفرض وحدة الدين في أي ولاية مدنية، وإن فرض دين واحد في مدينة ما (من قبل أو من بعد) من أكبر مناسبات الحرب الأهلية وسلب الضمير، واضطهاد المسيح يسوع في عباده، والنفاق وقتل ملايين الأرواح». ثم أسس ويليامز جزيرة رود على مبدأ الحرية الدينية. رحّب روجر بأصحاب المعتقدات الدينية، حتى الذين يُعتقد أنهم في ضلال خطير، لأن شيئًا لم يغيّر رأيه في أن «الإكراه على العبادة نتن الرائحة في أنف الله».

### لجوء اليهود إلى أمريكا
وصل قارب فيه 23 لاجئًا يهوديًّا هاربًا من الاضطهاد من البرازيل التي كانت تحت حكم الهولنديين، إلى أمستردام الجديدة (التي لم تلبث أن أصبحت نيويورك) في عام 1654. في السنة التالية، أسس هذا المجتمع الصغير خدماته الدينية في المدينة. في عام 1658، وصل يهود إلى نيوبورت وجزيرة رود، طلبًا للحرية الدينية. استمرت أعداد صغيرة من اليهود في المجيء إلى المستعمرات البريطانية في أمريكا الشمالية، واستقر معظمهم في مدن ساحلية. مع نهاية القرن الثامن عشر، كان المستوطنون اليهود قد أسسوا عدة معابد.